# Авіаносці типу «Камікава Мару»
Авіаносці типу «Камікава Мару» (яп. 千歳型航空母艦)  — серія японських гідроавіаносців часів Другої світової війни.

## Історія створення
«Камікава Мару» — серія японських вантажних суден. Збудовані в 1930-х роках. Використовувались для перевезення вантажів між Японією та Північною Америкою.
З початком війни реквізовані та перебудовані в гідроавіаносці.

## Представники
| Назва                | Закладений            | Спущений на воду     | Введений в експлуатацію | Доля                                                                                     |
| -------------------- | --------------------- | -------------------- | ----------------------- | ---------------------------------------------------------------------------------------- |
| Камікава Мару 神川丸 | 5 серпня 1936 року    | 13 грудня 1936 року  | 15 березня 1937 року    | 29 травня 1943 року потоплений американським ПЧ «Скемп» поблизу Кавіенга                 |
| Кімікава Мару 君川丸 | 2 листопада 1936 року | 11 березня 1937 року | 15 липня 1937 року      | 23 жовтня 1945 року потоплений американським ПЧ «Софіш» на захід від о. Лусон            |
| Кійокава Мару 聖川丸 | 21 жовтня 1936 року   | 16 лютого 1937 року  | 15 травня 1937 року     | 24 липня 1945 року пошкоджений американською авіацією. Наступного дня викинувся на берег |
| Кунікава Мару 國川丸 | 11 березня 1937 року  | 12 червня 1937 року  | 1 листопада 1937 року   | 21 травня 1945 року потоплений американською авіацією в затоці Макассар                  |

## Бойове використання
- «Камікава Мару» в 1939 році брав участь в японсько-китайській війні, діяв біля узбережжя Китаю. Під час війни на Тихому океані брав участь у багатьох битвах — в Малайській операції, битві у Кораловому морі, битві за Мідвей, Алеутській операції, битві за Гуадалканал. 29 травня 1943 року потоплений американським підводним човном «Скемп» поблизу Кавіенга.

- «Кімікава Мару» брав участь в Алеутській операції. В жовтні 1943 року перебудований на транспорт. 27 грудня 1943 року пошкоджений американським підводним човном«Таутог». 8 жовтня 1944 року пошкоджений американським підводним човном «Бекуна». Потоплений американським підводним човном «Софіш» 23 жовтня 1945 року на захід від о. Лусон

- «Кійокава Мару» брав участь в Гуамській операції, битві за острів Вейк, битві за Рабаул. Пізніше супроводжував конвої в Південно-Східну Азію (Сінгапур, Бірму). 26 липня пошкоджений американським підводним човном «Енглер». 24 липня 1945 року поблизу Каміносекі пошкоджений американською авіацією. Наступного дня викинувся на берег. В 1947 році піднятий. Відновлювальні роботи тривали до 1949 року. Використовувався як вантажне судно до 1969 року.

- «Кунікава Мару» брав участь у кампанії на Соломонових островах. Пізніше супроводжував конвої. В жовтні 1943 року перебудований на транспорт. 29 травня 1944 року підірвався на міні поблизу Балікпапану. Ремонтні роботи тривали до вересня 1944 року, після чого продовжував використовуватись як транспорт. Потоплений американською авіацією 21 травня 1945 року в затоці Макассар.